# Quincy (Massachusetts)
Quincy é uma cidade localizada no condado de Norfolk no estado estadounidense de Massachusetts. No Censo de 2010 tinha uma população de 92 271 habitantes e uma densidade populacional de 1.324,09 pessoas por km².
Quincy é o lugar de nascimento dos presidentes estadounidenses John Adams e John Quincy Adams, bem como do estadista John Hancock. Foi nomeado em honra ao coronel John Quincy, avô materno de Abigail Adams e por quem John Quincy Adams foi nomeado.

## Geografia
Segundo a Departamento do Censo dos Estados Unidos, Quincy tem uma superfície total de 69.69 km², da qual 42.92 km² correspondem a terra firme e (38.41%) 26.76 km² é água.

## Demografia
Segundo o censo de 2010, tinha 92 271 pessoas residindo em Quincy. A densidade populacional era de 1.324,09 hab./km². Dos 92.271 habitantes, Quincy estava composto pelo 67.3% brancos, o 4.6% eram afroamericanos, o 0.19% eram amerindios, o 24.03% eram asiáticos, o 0.02% eram insulares do Pacífico, o 1.74% eram de outras raças e o 2.11% pertenciam a duas ou mais raças. Do total da população o 3.35% eram hispanos ou latinos de qualquer raça.